# National Board of Review Award/Beste Hauptdarstellerin
Gewinner des Preises des National Board of Review in der Kategorie Beste Hauptdarstellerin (Best Actress). 
Am erfolgreichsten in dieser Kategorie waren die Britin Emma Thompson und die Norwegerin Liv Ullmann, die den Preis bisher jeweils drei Mal gewinnen konnten. 25 Mal gelang es der Filmkritikervereinigung, vorab die Oscar-Gewinnerin zu präsentieren. Von 1991 bis 2009 wurde die Preisträgerin des NBR Awards neunzehn Mal in Folge in selbiger Kategorie für den wichtigsten Filmpreis der Welt nominiert oder gewann ihn, wie 2006 die Britin Helen Mirren (Die Queen).
Die Jahreszahlen der Tabelle nennen die bewerteten Filmjahre, die Preisverleihungen fanden jeweils im Folgejahr statt. 
| Jahr | Preisträgerin              | Filmtitel                                      | Deutscher Titel                                          |
| ---- | -------------------------- | ---------------------------------------------- | -------------------------------------------------------- |
| 1945 | Joan Crawford ¹            | Mildred Pierce                                 | Solange ein Herz schlägt                                 |
| 1946 | Anna Magnani               | Roma, città aperta                             | Rom, offene Stadt                                        |
| 1947 | Celia Johnson              | This Happy Breed                               | Wunderbare Zeiten                                        |
| 1948 | Olivia de Havilland        | The Snake Pit                                  | Die Schlangengrube                                       |
| 1949 | Preis nicht vergeben       | Preis nicht vergeben                           | Preis nicht vergeben                                     |
| 1950 | Gloria Swanson             | Sunset Boulevard                               | Boulevard der Dämmerung                                  |
| 1951 | Jan Sterling               | The Big Carnival                               | Reporter des Satans                                      |
| 1952 | Shirley Booth ¹            | Come Back Little Sheba                         | Kehr zurück, kleine Sheba                                |
| 1953 | Jean Simmons               | Young Bess The Robe The Actress                | Die Thronfolgerin Das Gewand Theaterfieber               |
| 1954 | Grace Kelly ¹              | The Country Girl Dial M for Murder Rear Window | Ein Mädchen vom Lande Bei Anruf Mord Das Fenster zum Hof |
| 1955 | Anna Magnani ¹             | The Rose Tattoo                                | Die tätowierte Rose                                      |
| 1956 | Dorothy McGuire            | Friendly Persuasion                            | Lockende Versuchung                                      |
| 1957 | Joanne Woodward ¹          | The Three Faces of Eve No Down Payment         | Eva mit den drei Gesichtern Fenster ohne Vorhang         |
| 1958 | Ingrid Bergman             | The Inn of the Sixth Happiness                 | Die Herberge zur 6. Glückseligkeit                       |
| 1959 | Simone Signoret ¹          | Room at the Top                                | Der Weg nach oben                                        |
| 1960 | Greer Garson               | Sunrise at Campobello                          | nicht bekannt                                            |
| 1961 | Geraldine Page             | Summer and Smoke                               | Sommer und Rauch                                         |
| 1962 | Anne Bancroft ¹            | The Miracle Worker                             | Licht im Dunkel                                          |
| 1963 | Patricia Neal ¹            | Hud                                            | Der Wildeste unter Tausend                               |
| 1964 | Kim Stanley                | Séance on a Wet Afternoon                      | An einem trüben Nachmittag                               |
| 1965 | Julie Christie             | Doctor Zhivago                                 | Doktor Schiwago                                          |
| 1966 | Elizabeth Taylor ¹         | Who's Afraid of Virginia Woolf?                | Wer hat Angst vor Virginia Woolf?                        |
| 1967 | Edith Evans                | The Whisperers                                 | Flüsternde Wände                                         |
| 1968 | Liv Ullmann                | Vargtimmen Skammen                             | Die Stunde des Wolfs Schande                             |
| 1969 | Geraldine Page             | Trilogy                                        | nicht bekannt                                            |
| 1970 | Glenda Jackson ¹           | Women in Love                                  | Liebende Frauen                                          |
| 1971 | Irene Papas                | The Trojan Women                               | Die Troerinnen                                           |
| 1972 | Cicely Tyson               | Sounder                                        | Das Jahr ohne Vater                                      |
| 1973 | Liv Ullmann                | Nybyggarna                                     | Das neue Land                                            |
| 1974 | Gena Rowlands              | A Woman Under the Influence                    | Eine Frau unter Einfluß                                  |
| 1975 | Isabelle Adjani            | L’Histoire d’Adèle H.                          | Die Geschichte der Adèle H.                              |
| 1976 | Liv Ullmann                | Ansikte mot ansikte                            | Von Angesicht zu Angesicht                               |
| 1977 | Anne Bancroft              | The Turning Point                              | Am Wendepunkt                                            |
| 1978 | Ingrid Bergman             | Höstsonaten                                    | Herbstsonate                                             |
| 1979 | Sally Field ¹              | Norma Rae                                      | Norma Rae – Eine Frau steht ihren Mann                   |
| 1980 | Sissy Spacek ¹             | Coal Miner’s Daughter                          | Nashville Lady                                           |
| 1981 | Glenda Jackson             | Stevie                                         | nicht bekannt                                            |
| 1982 | Meryl Streep ¹             | Sophie's Choice                                | Sophies Entscheidung                                     |
| 1983 | Shirley MacLaine ¹         | Terms of Endearment                            | Zeit der Zärtlichkeit                                    |
| 1984 | Peggy Ashcroft ²           | A Passage to India                             | Reise nach Indien                                        |
| 1985 | Whoopi Goldberg            | The Color Purple                               | Die Farbe Lila                                           |
| 1986 | Kathleen Turner            | Peggy Sue Got Married                          | Peggy Sue hat geheiratet                                 |
| 1987 | Lillian Gish               | The Whales of August                           | Wale im August                                           |
| 1987 | Holly Hunter               | Broadcast News                                 | Nachrichtenfieber – Broadcast News                       |
| 1988 | Jodie Foster ¹             | The Accused                                    | Angeklagt                                                |
| 1989 | Michelle Pfeiffer          | The Fabulous Baker Boys                        | Die fabelhaften Baker Boys                               |
| 1990 | Mia Farrow                 | Alice                                          | Alice                                                    |
| 1991 | Geena Davis Susan Sarandon | Thelma & Louise                                | Thelma & Louise                                          |
| 1992 | Emma Thompson ¹            | Howards End                                    | Wiedersehen in Howards End                               |
| 1993 | Holly Hunter ¹             | The Piano                                      | Das Piano                                                |
| 1994 | Miranda Richardson         | Tom & Viv                                      | Tom & Viv                                                |
| 1995 | Emma Thompson              | Sense & Sensibility                            | Sinn und Sinnlichkeit                                    |
| 1996 | Frances McDormand ¹        | Fargo                                          | Fargo                                                    |
| 1997 | Helena Bonham Carter       | The Wings of the Dove                          | Wings of the Dove – Die Flügel der Taube                 |
| 1998 | Fernanda Montenegro        | Central do Brasil                              | Central Station                                          |
| 1999 | Janet McTeer               | Tumbleweeds                                    | nicht bekannt                                            |
| 2000 | Julia Roberts ¹            | Erin Brockovich                                | Erin Brockovich                                          |
| 2001 | Halle Berry ¹              | Monster’s Ball                                 | Monster’s Ball                                           |
| 2002 | Julianne Moore             | Far from Heaven                                | Dem Himmel so fern                                       |
| 2003 | Diane Keaton               | Something's Gotta Give                         | Was das Herz begehrt                                     |
| 2004 | Annette Bening             | Being Julia                                    | Being Julia                                              |
| 2005 | Felicity Huffman           | Transamerica                                   | Transamerica                                             |
| 2006 | Helen Mirren ¹             | The Queen                                      | Die Queen                                                |
| 2007 | Julie Christie             | Away from Her                                  | An ihrer Seite                                           |
| 2008 | Anne Hathaway              | Rachel Getting Married                         | Rachels Hochzeit                                         |
| 2009 | Carey Mulligan             | An Education                                   | An Education                                             |
| 2010 | Lesley Manville            | Another Year                                   | Another Year                                             |
| 2011 | Tilda Swinton              | We Need to Talk About Kevin                    | We Need to Talk About Kevin                              |
| 2012 | Jessica Chastain           | Zero Dark Thirty                               | Zero Dark Thirty                                         |
| 2013 | Emma Thompson              | Saving Mr. Banks                               | Saving Mr. Banks                                         |
| 2014 | Julianne Moore ¹           | Still Alice                                    | Still Alice – Mein Leben ohne Gestern                    |
| 2015 | Brie Larson ¹              | Room                                           | Raum                                                     |
| 2016 | Amy Adams                  | Arrival                                        | Arrival                                                  |
| 2017 | Meryl Streep               | The Post                                       | Die Verlegerin                                           |
| 2018 | Lady Gaga                  | A Star Is Born                                 | A Star Is Born                                           |
| 2019 | Renée Zellweger ¹          | Judy                                           | Judy                                                     |
| 2020 | Carey Mulligan             | Promising Young Woman                          | Promising Young Woman                                    |
| 2021 | Rachel Zegler              | West Side Story                                | West Side Story                                          |
| 2022 | Michelle Yeoh ¹            | Everything Everywhere All at Once              | Everything Everywhere All at Once                        |
| 2023 | Lily Gladstone             | Killers of the Flower Moon                     | Killers of the Flower Moon                               |
| 2024 | Nicole Kidman              | Babygirl                                       | Babygirl                                                 |

¹ = Schauspielerinnen, die für ihre Rolle später den Oscar als Beste Hauptdarstellerin des Jahres gewannen

² = 1984 wurde Preisträgerin Peggy Ashcroft für ihre Rolle später mit dem Oscar als Beste Nebendarstellerin des Jahres ausgezeichnet